# PUC19
pUC19 gehört wie auch pUC18 zu einer Reihe im Labor von Joachim Messing gentechnologisch hergestellter Klonierungsvektoren. Diese bakteriellen Plasmide gehören zu den am häufigsten verwendeten Vektoren zur Klonierung im Bakterium Escherichia coli. Damit haben sie in der biologischen Forschung und Gentechnik eine große Bedeutung. Ihr spezieller Vorteil sind die kleine Größe, die Möglichkeit rekombinante Plasmide mittels Blau-Weiß-Screening zu identifizieren und eine besonders hohe Anzahl von Kopien pro Bakterienzelle (sogenannte high copy number-Plasmide), so dass sehr einfach eine große Menge an Plasmid isoliert werden kann.

## Eigenschaften
Entwicklungsgeschichtlich handelt es sich um Derivate des pBR322-Plasmids. Die pUC-Plasmide benutzen den modifizierten origin of replication oder kurz ori des pBR322-Plasmids. Der ori wurde verkürzt und ihm fehlt die codierende Region für das ROM/ROP-Protein. Durch knockout von ROP kann die Kopienzahl von ColEI-Plasmiden generell erhöht werden, solange die Kultivierungstemperatur bei >30 °C liegt. Zusätzlich weist der modifizierte ori eine Punktmutation G → A an Position 112 der RNA II auf. Hieraus resultiert die erhöhte Kopienzahl dieser Vektoren.
Sie sind mit 2686 bp relativ klein und ihnen können an speziellen Restriktionsenzym-Schnittstellen in der der Multiple Cloning Sites (MCS, Polylinker), zusätzliche DNA-Fragmente eingefügt werden. Zur Selektion von pUC-positiven Bakterien nach Einfügung des Plasmids in einen geeigneten Bakterienstamm (Transformation) dient ein in den pUC-Plasmiden vorhandenes Ampicillin-Resistenzgen (ampR). Die Transkription von eingefügten Genen in E. coli kann durch Induktion des eingebauten Promoterfragmentes des lac-Operons mit IPTG gezielt erreicht werden. Der Vektor codiert für das N-terminale Fragment (Aminosäuren 1-5 und 8-60) der β-Galactosidase (lacZ) von E. coli. Die Codons 6-7 wurden durch MCS ersetzt und erlauben so eine Blau-Weiß-Selektion. Die beiden pUC-Plasmide unterscheiden sich lediglich in der inversen Orientierung der MCS.
Es besitzt eine Masse von {\displaystyle 1{,}74\cdot 10^{6}\,\mathrm {u} }. In seinem natürlichen, superspiralisierten Zustand wurde sein gyroskopischer Radius mit 65,6 nm und sein hydrodynamischer Radius zu 43,6 nm bestimmt.
Der Name der Plasmide leitet sich von der University of California (UC) ab, an der diese Plasmide (p) konstruiert wurden.